# Slag bij Slankamen

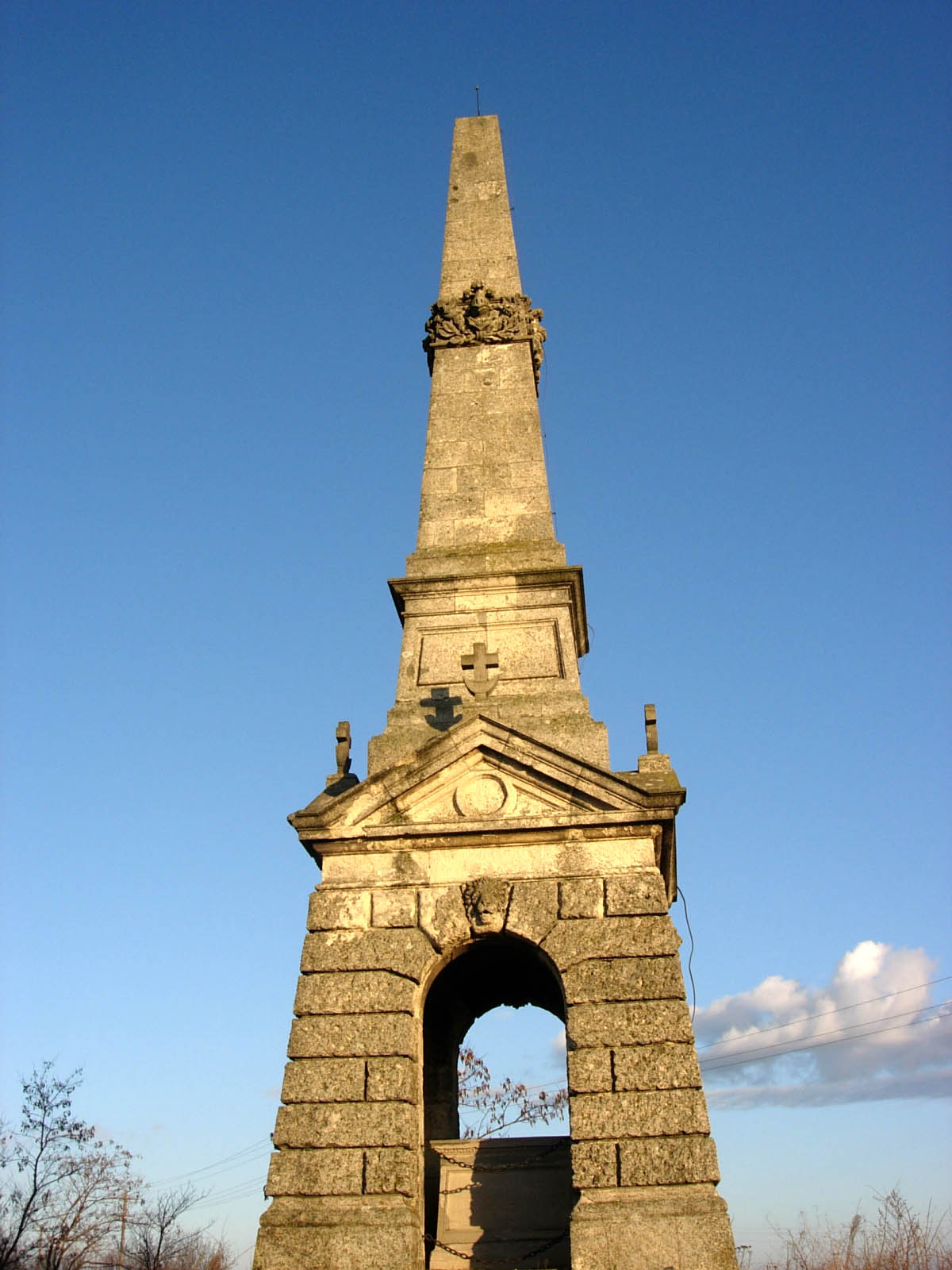
Herdenkingsmonument

De Slag bij Slankamen was een veldslag tijdens de Grote Turkse Oorlog (1683-1699) en vond plaats op 19 augustus 1691 in de Servische regio Vojvodina ter hoogte van het huidige Stari Slankamen. Het Keizerlijk leger onder leiding van Lodewijk Willem van Baden-Baden stond tegenover het Ottomaanse leger onder grootvizier Köprülü Fazıl Mustafa Pasja.

## Achtergrond
Na het verlies van het Beleg van Wenen (1683) verkeerde het Ottomaanse leger in een neerwaartse spiraal. In 1688 ging Belgrado verloren en in 1689 het Eyalet Bosnië. Toen het Heilig Roomse Rijk in de Negenjarige Oorlog (1688-1697) verzeild raakte en een groot deel van zijn manschappen naar het westen verplaatste vond de grootvizier de tijd rijp om terug te slaan. In 1690 heroverden de Ottomanen Belgrado.

## Slag
Het keizerlijk leger bedroeg 33000 man, het Ottomaanse leger 50000. Beide legers ontmoetten elkaar aan de rivier de Tisza. Langzaam maar zeker sloten de Ottomanen de keizerlijke troepen in en staken de bevoorradingswagens in brand. Hoewel de Ottomanen een numeriek voordeel hadden, bleek al snel het nadeel van slechte bewapening en organisatie. Met name was er geen antwoord op de vuurkracht van de Duits-Oostenrijkse infanterie en veldkanonnen. Lodewijk Willem van Baden-Baden brak uit zijn benarde situatie. Zijn cavalerie doorbrak de Ottomaanse flanken en richtte een bloedbad aan. Tijdens de gevechten sneuvelde de grootvizier. De veer was gebroken en de Ottomanen trokken zich terug.

## Resultaat van de slag
Het gevolg van de winst in deze slag was dat het hele Hongaarse gebied nu onder Oostenrijks bestuur kwam.